# Liste des mosquées de la Guyane
Cette liste des mosquées de la Guyane recense les mosquées de la Guyane, région et département d'outre-mer français en Amérique du Sud.

## Statistiques

### Nombres
Le département de la Guyane comprend 22 communes au 1er janvier 2020 et 5 mosquées.

## Liste

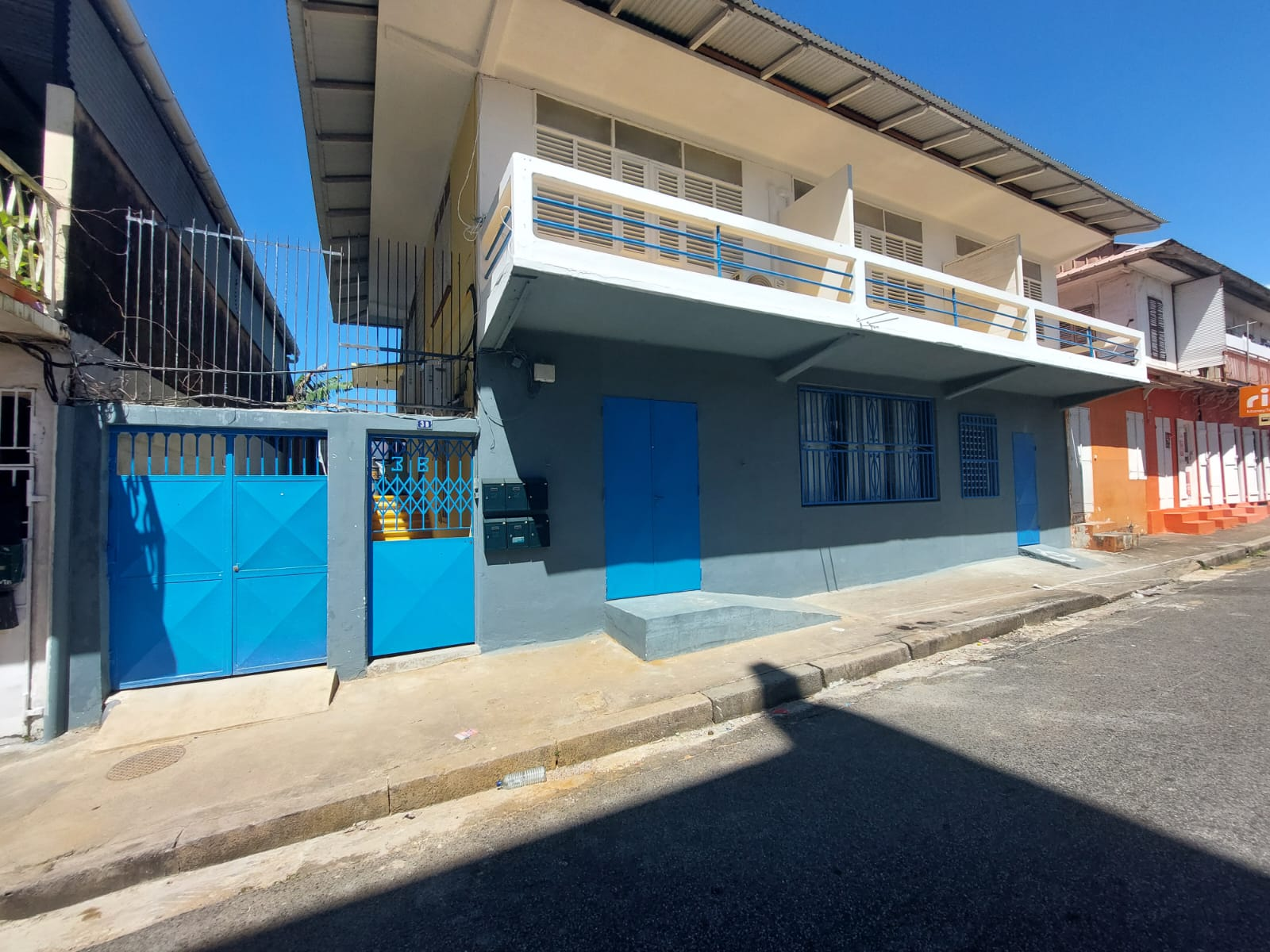
Mosquée Assalam de Cayenne

1. Mosquée Assalam de CayenneMosquée Assalam de Cayenne[1] Mosquée Assalam de Cayenne
2. Mosquée Abou Bakr de Cayenne[2]
3. Mosquée AnNour de KourouMosquée Annour de Kourou[3]

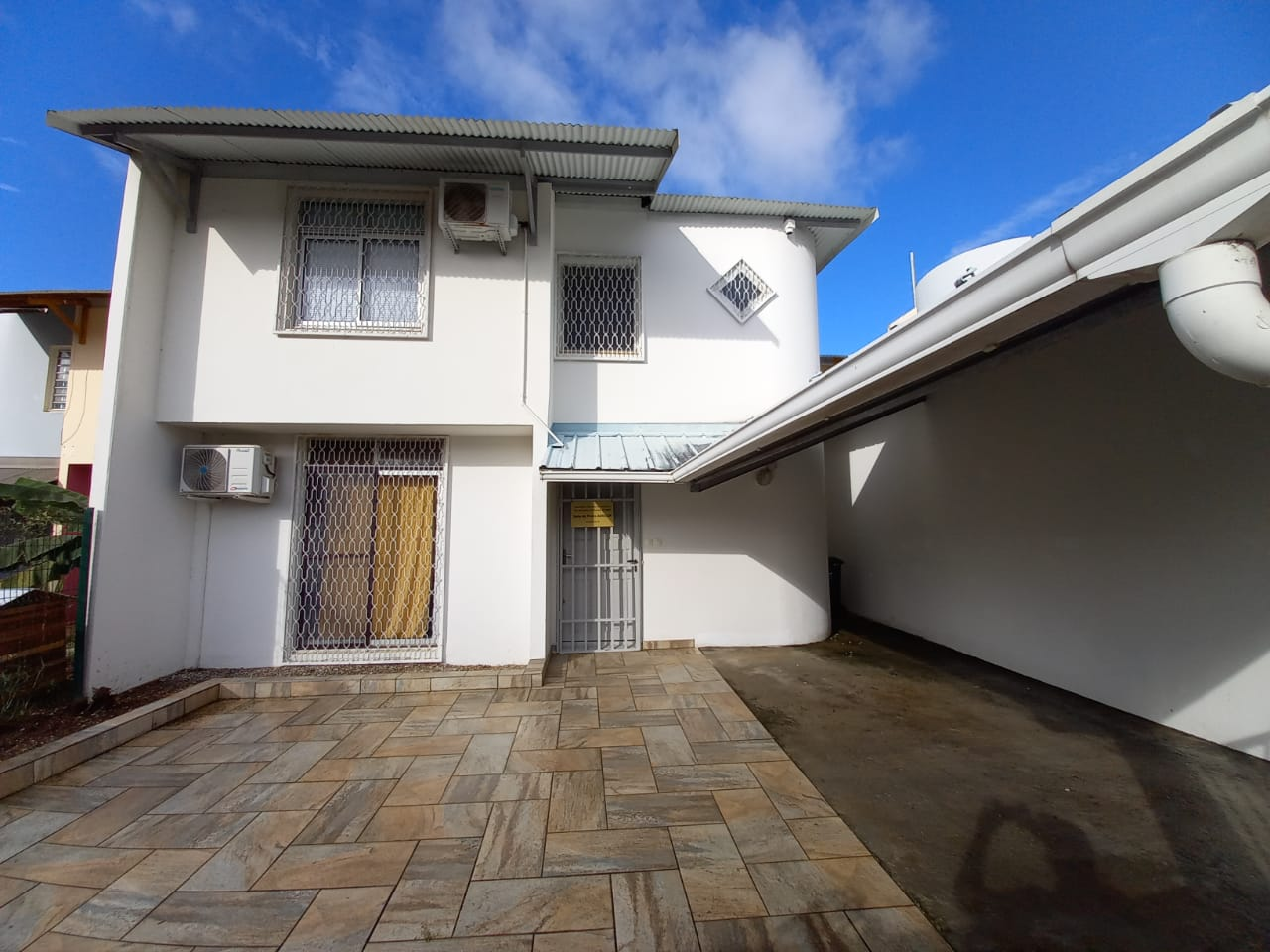
Mosquée AnNour de Kourou

4. Mosquée Rahma de Saint-Laurent du Maroni[4]
5. Mosquée A Nour de Mana[5]